# Symba (Rapper)
Symba (* 1999 als Adam Sylvain Mabe) ist ein deutscher Musiker, Künstler und Schauspieler mit kamerunischen Wurzeln aus Berlin.

## Musikkarriere
Seine Musik veröffentlichte er zunächst über Soundcloud. Mit dem Titel Maxi King und PS2 veröffentlichte er seine ersten Underground-Hits, die ihn in der Hip-Hop-Szene bekannt machten. Ende 2019 erschien das Musikvideo zu Blockparty.
Mit Angels Sippen folgte der erste Charthit. Der Song erreichte Platz 13 der deutschen Singlecharts. Es folgten weitere Singles, von denen einige Singlechartplatzierungen erlangten. Am 7. Mai 2021 erschien die EP Teamboys undso, die Symba ohne Ankündigung veröffentlichte. Nach der Veröffentlichung weiterer Singles, folgte am 27. Januar 2023 Symbas Debütalbum, Symba Supermann. Am 4. Oktober 2024 erschien als zweites Album „Liebe & Hass“.

## Musikstil
Die bisherigen Lieder von Symba orientieren sich deutlich am Trap-Stil, der vor allem in der Atlanta-Szene bekannt ist. Dabei nimmt sich der Rapper wenig ernst und bricht immer wieder ironisch mit seinem Stil. So zeigt er sich in seinen Videos unter anderem mit einer Nerf-Gun und auf einer Hüpfburg.

## Filmkarriere
Neben seiner Rapkarriere besuchte er die Goldoni Theaterschule für Kinder und Jugendliche in Berlin und trat in verschiedenen Filmen wie Der Kriminalist – Fenster zum Hof (2018) und Bibi & Tina 3: Mädchen gegen Jungs (2016) auf. Wiederkehrende Rollen hatte er in den Fernsehserien Dschermeni (2017) und Sløborn (2020).
2019 drehte er den Kurzfilm Mein Paris. Er studierte Regie an der Filmuniversität Babelsberg Konrad Wolf, wo er der jüngste Student war, brach das Studium schließlich jedoch ab.

## Diskografie

### Studioalben
| Jahr | Titel           | Höchstplatzierung, Gesamtwochen, AuszeichnungChartplatzierungen (Jahr, Titel, Platzierungen, Wochen, Auszeichnungen, Anmerkungen) | Höchstplatzierung, Gesamtwochen, AuszeichnungChartplatzierungen (Jahr, Titel, Platzierungen, Wochen, Auszeichnungen, Anmerkungen) | Höchstplatzierung, Gesamtwochen, AuszeichnungChartplatzierungen (Jahr, Titel, Platzierungen, Wochen, Auszeichnungen, Anmerkungen) | Anmerkungen                           |
| Jahr | Titel           | DE | AT | CH | Anmerkungen                           |
| ---- | --------------- | --- | --- | --- | ------------------------------------- |
| 2023 | Symba Supermann | DE28 (2 Wo.)DE | AT21 (2 Wo.)AT | CH21 (1 Wo.)CH | Erstveröffentlichung: 26. Januar 2023 |
| 2024 | Liebe & Hass    | DE17 (2 Wo.)DE | AT21 (1 Wo.)AT | CH19 (2 Wo.)CH | Erstveröffentlichung: 4. Oktober 2024 |

### EPs
| Jahr | Titel          | Höchstplatzierung, Gesamtwochen, AuszeichnungChartsChartplatzierungen (Jahr, Titel, Platzierungen, Wochen, Auszeichnungen, Anmerkungen) | Anmerkungen                        |
| Jahr | Titel          | DE | Anmerkungen                        |
| ---- | -------------- | --- | ---------------------------------- |
| 2021 | Teamboys undso | DE42 (1 Wo.)DE | Erstveröffentlichung: 22. Mai 2021 |

### Singles
| Jahr | Titel Album                    | Höchstplatzierung, Gesamtwochen, AuszeichnungChartplatzierungen (Jahr, Titel, Album, Platzierungen, Wochen, Auszeichnungen, Anmerkungen) | Höchstplatzierung, Gesamtwochen, AuszeichnungChartplatzierungen (Jahr, Titel, Album, Platzierungen, Wochen, Auszeichnungen, Anmerkungen) | Höchstplatzierung, Gesamtwochen, AuszeichnungChartplatzierungen (Jahr, Titel, Album, Platzierungen, Wochen, Auszeichnungen, Anmerkungen) | Anmerkungen                                                        |
| Jahr | Titel Album                    | DE | AT | CH | Anmerkungen                                                        |
| --- | ------------------------------ | --- | --- | --- | ------------------------------------------------------------------ |
| 2020 | Angels Sippen –                | DE13 Gold · (13 Wo.)DE | AT20 (8 Wo.)AT | CH79 (4 Wo.)CH | Erstveröffentlichung: 27. März 2020                                |
| 2020 | Mario Run –                    | DE27 (5 Wo.)DE | AT53 (1 Wo.)AT | CH90 (1 Wo.)CH | Erstveröffentlichung: 31. Juli 2020                                |
| 2020 | Battlefield Freestyle –        | DE20 (2 Wo.)DE | AT53 (1 Wo.)AT | CH75 (1 Wo.)CH | Erstveröffentlichung: 5. November 2020                             |
| 2021 | Springfield –                  | DE92 (1 Wo.)DE | — | — | Erstveröffentlichung: 2021                                         |
| 2021 | Holiday Inn –                  | DE52 (1 Wo.)DE | — | — | Erstveröffentlichung: 2021                                         |
| 2022 | Tmm ich beschütz dich –        | DE26 (2 Wo.)DE | AT60 (1 Wo.)AT | CH90 (1 Wo.)CH | Erstveröffentlichung: 2. Juni 2022                                 |
| 2023 | Power Ranger Symba Supermann   | DE90 (1 Wo.)DE | — | — | Erstveröffentlichung: 21. Januar 2023                              |
| 2023 | Playboys weinen auch –         | DE18 (2 Wo.)DE | AT47 (1 Wo.)AT | CH58 (1 Wo.)CH | Erstveröffentlichung: 29. Juli 2023                                |
| 2023 | Jerry & Tom –                  | DE93 (1 Wo.)DE | — | — | Erstveröffentlichung: 18. November 2023                            |
| 2024 | Uludağ und Sorgen Kleine Feuer | DE37 (1 Wo.)DE | — | — | Erstveröffentlichung: 5. April 2024 Paula Hartmann feat. Symba     |
| 2024 | Tagebuch Liebe & Hass          | DE— aDE | — | — | Erstveröffentlichung: 14. September 2024                           |
| 2025 | Angels sippen Mashup –         | DE25 (6 Wo.)DE | AT23 (4 Wo.)AT | CH30 (4 Wo.)CH | Erstveröffentlichung: 9. Februar 2025 Der Heimer feat. SDP & Symba |
| Folgende Lieder erschienen nicht als Single, wurden aber durch das Album zum Download und Streaming bereitgestellt und konnten somit eine Platzierung erlangen: |                                | | | |                                                                    |
| |                                | | | |                                                                    |
| 2024 | 0 Grad Nur für dich 2 (Deluxe) | DE52 (1 Wo.)DE | — | — | Charteinstieg: 22. November 2024 Ufo361 feat. Symba                |

Weitere Singles
- 2018: Shady
- 2019: Helly
- 2019: PS2
- 2019: Maxi King
- 2019: Blockparty
- 2022: Bin enttäuscht
- 2022: Late Time
- 2023: Hdgl
- 2023: Ups & Ups
- 2024: Frei

## Auszeichnungen für Musikverkäufe
Anmerkung: Auszeichnungen in Ländern aus den Charttabellen bzw. Chartboxen sind in ebendiesen zu finden.
| Land/RegionAuszeichnungen für Musikverkäufe (Land/Region, Auszeichnungen, Verkäufe, Quellen) | Gold  | Platin | Verkäufe | Quellen           |
| -------------------------------------------------------------------------------------------- | ----- | ------ | -------- | ----------------- |
| Deutschland (BVMI)                                                                           | Gold1 | —      | 200.000  | musikindustrie.de |
| Insgesamt                                                                                    | Gold1 | —      |          |                   |

## Filmografie
- 2013: Willkommen im Club (Fernsehfilm)
- 2016: Bibi & Tina: Mädchen gegen Jungs
- 2017: Dschermeni (Fernsehserie)
- 2018: Beat (Fernsehserie, 1 Folge)
- 2018: Amokspiel (Fernsehfilm)
- 2018: Der Kriminalist: Fenster zum Hof
- 2019: Mein Paris (Kurzfilm, auch Regie und Drehbuch)
- 2020: Sløborn